# Oihane Agirregoitia
Oihane Agirregoitia Martínez (ur. 18 kwietnia 1980 w Bilbao) – hiszpańska i baskijska polityczka oraz działaczka samorządowa, posłanka do Parlamentu Europejskiego X kadencji.

## Życiorys
Absolwentka Uniwersytetu Deusto, na którym studiowała inżynierię techniczną i inżynierię organizacji. Pracowała jako technik w sektorze technologii informacyjno-komunikacyjnych. W 2006 wstąpiła do Nacjonalistycznej Partii Basków. W latach 2011–2023 zasiadała w radzie miejskiej w Bilbao, zajmując się m.in. sprawami zdrowia, konsumentów, równości, młodzieży i sportu. W 2023 objęła stanowisko dyrektora generalnego do spraw dobrego zarządzania, partycypacji obywatelskiej i usług cyfrowych w administracji prowincji Bizkaia. W wyborach europejskich w 2024 otwierała listę wyborczą koalicji ugrupowań regionalnych CEUS; w wyniku głosowania uzyskała mandat deputowanej do Europarlamentu X kadencji.